# المرج (إدلب)
المرج قرية سورية تتبع ناحية محمبل في منطقة أريحا في محافظة إدلب. بلغ عدد سكانها 547 نسمة في عام 2004 حسب إحصاء المكتب المركزي للإحصاء.